# Marie Simon-Pierre Normand
Marie Simon-Pierre Normand (ur. ok. 1961 w Cambrai) – francuska zakonnica z zakonu Małych Sióstr Macierzyństwa Katolickiego i położna. Jej wyzdrowienie z choroby Parkinsona zostało uznane przez Kościół katolicki jako cud za sprawą papieża Jana Pawła II, co było koniecznym warunkiem do beatyfikacji, która odbyła się 1 maja 2011.

## Życiorys
U siostry Marie Simon-Pierre rozpoznano w 2001 roku chorobę Parkinsona, na którą cierpiał również Jan Paweł II. Objawy dotyczyły lewej kończyny górnej i dolnej. Leczenie, które miało przynieść poprawę, pogorszyło jej stan. Dodatkowo, jej stan pogorszył się gwałtownie krótko po śmierci Jana Pawła II w kwietniu 2005. Chora, która była leworęczna, nie mogła pisać czytelnie. Po zapowiedzeniu przeprowadzenia procesu beatyfikacyjnego przez następcę zmarłego papieża, 13 maja 2005, siostry rozpoczęły całodzienne modlitwy za wstawiennictwem Jana Pawła II.
W nocy z 2 na 3 czerwca 2005, a więc dokładnie dwa miesiące po śmierci papieża, drżenie i niedowład kończyn ustąpiły. Neurolog, leczący pacjentkę od lat, stwierdził, że wszystkie objawy choroby wycofały się. Z punktu widzenia medycznego istnieje możliwość, że był to przypadek błędu diagnostycznego, aczkolwiek zespół parkinsonowski, mimo zbliżonych objawów, jest (w przeciwieństwie do choroby Parkinsona) uleczalny. 